# Тутенштейн
Тутенштейн (англ. Tutenstein) — американський анімаційний серіал студії Porchlight Entertainment, який вона створила для телеканалу Discovery Kids. В серіалі йдеться про пригоди хлопчика-мумії Тутанхамона, що випадково пробуджується через 3000 років після смерті та дізнається, що його царство залишилось у далекому минулому. В реальному часі Тутанхамон знайомиться з дівчиною на ім'я Клеопатра Картер і її котом Луксором. Клео вигадує йому нове прізвисько, яке складається з імен Тутанхамона і Франкенштейна.

## Персонажі

### Головні

#### Тутенштейн («Тутен»)
Мумія фараона, що помер в 10-річному віці. Егоїстичний, буває грубим, але має і позитивні якості. Він прожив розкішне життя в Єгипті. Часто вигадував разом з друзями різні трюки, щоб викрасти іграшки. Помер в 10 років. Був похований і знов прокинувся через три тисячі років завдяки дівчині на ім'я Клео. Дізнавшись про те, що його царство залишилось в минулому, змушений був змиритися, але у нього натомість з'явилось двоє нових друзів — Клео та її кіт Луксор. Більшість часу проводить у своєму саркофазі та ховається від відвідувачів музею в якому знаходиться його саркофаг. Володіє скіпетром Уас, що наділений магічною силою.

#### Клео (Клеопатра) Картер
12-річна розумна дівчинка, яка захоплюється єгиптологією. Це захоплення передалось їй від батька — професійного єгиптолога, що зник після того, як знайшов дзеркало Ісіди. Випадково стала причиною пробудження мумії. З того часу допомагає Тутену вирішувати створені ним самим проблеми. Ім'я Клео асоціюється зі знаменитим британським єгиптологом Говардом Картером, який відкрив гробницю Тутанхамона та єгипетською царицею Клеопатрою.

#### Луксор
Кіт Клео Картер. В ніч, коли прокинувся Тутен, Луксор отримав здібність розмовляти людською мовою. Він почав сприймати Тутенштейна як свого головного хазяїна і приділяти менше часу Клео. До Луксора проявляла інтерес богиня-кішка Баст. Його ім'я пов'язане з єгипетським великим містом Луксор та його околицями.

### Другорядні

#### Волтер Джейкобс
Лякливий та дурнуватий, але добрий і чесний охоронець музею.

#### Горацій Бехдеті
Самовдоволений та примхливий професор музею. Часто буває грубий з Волтером. Протягом серіалу показується його егоцентричність та гордість єгипетськими виставками в музеї, і тут є натяки на те, що Горацій можливо є також археологом, який досліджував гробницю Тутанхамона. 

#### Роксана Вандервіл
Вона є помічницею Горація, молода науковиця та цілком сучасна археологиня.

#### Наташа Валентайн
Найкраща подруга Клео. Вона має погану звичку брехати і не виглядає дуже кмітливою. В неї деякий час був закоханий Тутен.

#### Джейк Портрейт
Є одним із друзів Клео і її таємним коханням. Типовий крутий хлопець.

## Виробництво
ABN повідомило, що "стосовно постійної теми стародавніх храмів та історії, яку можна знайти в його анімаційних шоу «Тутенштейн» і «Таємні суботи», [Джей] Стівенс іронізує: "Я ботанік. Я люблю читати про історію та міфологію.А минуле повне сюрпризів". Стівенс витратив багато років на розробку шоу для телебачення, придумавши нову обстановку та склад персонажів, які значно відрізнялися від оригінальних коміксів. Він став креативним консультантом серіалу, а дизайнер персонажів філ Барлоу переосмислив вигляд всього серіалу. Після закінчення контракту на 20 епізодів, Барлоу звільнили. Наступником Барлоу став його учень Томас Перкінс.
Перший та другий сезони серіалу були нагороджені премією «Еммі». 

## Трансляція
Серіал транслювався на Discovery Kids, а прем'єра в США відбулася 1 листопада 2003 року. Повнометражний мультфільм «Тутенштейн: Битва фараонів» вийшов в ефір 11 жовтня 2008 року, завершуючи серіал.Після закінчення повтори транслювалися на The Hub до 30 грудня 2012 року.
З 18 серпня 2020 року серіал офіційно доступний на YouTube від Yippee TV.
У жовтні 2022 року було оголошено, що триває перезавантаження. Серіал матиме абсолютно новий вигляд

## Нагороди
| Рік  | Номіновано | Нагорода                                                          | Результат |
| ---- | ---------- | ----------------------------------------------------------------- | --------- |
| 2004 | Тутенштейн | Daytime Emmy Award for Outstanding Special Class Animated Program | Перемога  |
| 2006 | Тутенштейн | Daytime Emmy Award for Outstanding Special Class Animated Program | Номінація |
| 2007 | Тутенштейн | Daytime Emmy Award for Outstanding Special Class Animated Program | Перемога  |